# Obywatele do Parlamentu
Obywatele do Parlamentu – komitet wyborczy wyborców startujący w wyborach parlamentarnych w 2015.

## Opis
Komitet został założony m.in. przez bezpartyjnych samorządowców, przedsiębiorców (i ich organizacje) oraz organizacje społeczne (fundacje i stowarzyszenia, w tym jedno kierowane przez Jerzego Krzekotowskiego). Nazwą komitet nawiązał do inicjatywy Obywatele do Senatu, startującej w wyborach w 2011. Liderem OdP został Jan Zbigniew Potocki, przedsiębiorca mieszkający w Niemczech. Komitet w wyborach do Sejmu wystawił pełną, 40-osobową listę kandydatów w okręgu warszawskim. Otworzyła ją pełnomocniczka wyborcza OdP Mariola Rabczon-Mazowiecka, była radna Warszawy z ramienia Platformy Obywatelskiej. Na drugim miejscu znalazła się Krystyna Krzekotowska ze Stronnictwa Demokratycznego, a na trzecim Bożena Łojko (szefowa Fundacji Zerwane Więzi). Poza Krystyną Krzekotowską, innym działaczem SD oraz jednym działaczem PO, z listy OdP wystartowały osoby bezpartyjne. W wyborach do Senatu komitet wystawił troje kandydatów: dwoje na Mazowszu i jednego na Dolnym Śląsku. W okręgu jeleniogórskim wystartował Kazimierz Klimek, w okręgu obejmującym część Warszawy Katarzyna Pawlak z Sojuszu Lewicy Demokratycznej, a w okręgu ostrołęckim Jerzy Strzelecki z Organizacji Narodu Polskiego – Liga Polska.

## Program
W programie komitet OdP koncentrował się na zmianach podatkowych, reformie systemu edukacyjnego oraz służby zdrowia (opowiadał się m.in. za likwidacją NFZ), sprawach dotyczących budownictwa i mieszkalnictwa, a także kwestiach związanych z rolnictwem. Opowiadał się m.in. za zniesieniem finansowania partii z budżetu państwa oraz za ograniczeniem czasowym umów cywilnoprawnych.

## Wynik wyborczy
W wyborach do Sejmu komitet otrzymał 1964 głosy (0,01% w skali kraju). Nie zdobył też mandatu w Senacie.